# Reflections (album av Bobo Stenson)
Reflections är ett musikalbum från 1996 av Bobo Stenson Trio

## Låtlista
Låtarna är skrivna Bobo Stenson om inget annat anges.
1. The Enlightener – 6:51
2. My Man's Gone Now (George Gershwin) – 6:12
3. NOT (Anders Jormin) – 4:46
4. Dörrmattan – 5:44
5. Q (Anders Jormin) – 5:47
6. Reflections in D (Duke Ellington) – 5:22
7. 12 Tones Old – 4:43
8. Mindiatyr – 10:21

## Medverkande
- Bobo Stenson – piano
- Anders Jormin – elbas
- Jon Christensen – trummor